# Стерьос Георгиу
Стерьос Георгиу (на гръцки: Στέργιος Γεωργίου) е гръцки революционер, участник в Гръцката война за независимост.

## Биография
Стерьос Георгиу е роден в 1793 година в халкидическата македонска паланка Йерисос, тогава в Османската империя. При избухването на Гръцкото въстание се присъединява към въстаниците и се сражава с хилядната на Анастасиос Каратасос.